# 기타오마치역
기타오마치역(일본어: 北大町駅)은 일본 나가노현 오마치시에 위치한 동일본 여객철도 오이토 선의 철도역이다. 역 번호는 22번이며, 단선 승강장 1면 1선의 구조를 갖춘 지상역이다.

## 이용 현황
| 승차 인원 추이 | 승차 인원 추이 |
| 연도           | 1일 평균       |
| -------------- | -------------- |
| 2007           | 65             |
| 2010           | 72             |
| 2011           | 62             |

## 역 주변
- 국도 제148호선

## 역사
- 1960년 7월 20일 : 국철의 역으로서 개업.
- 1987년 4월 1일 : 일본국유철도 분할 민영화에 의해, 동일본 여객철도가 승계.
- 2014년
  - 11월 22일 : 나가노 현 가미시로 단층 지진에 의해 시나노오마치역 - 이토이가와역 간을 23일까지 운행 중단.
  - 11월 25일 : 시나노오마치 - 하쿠바 간의 운행을 재개.

## 인접 역
| 동일본 여객철도 오이토 선     | 동일본 여객철도 오이토 선 | 동일본 여객철도 오이토 선                      |
| ----------------------------- | ------------------------- | ---------------------------------------------- |
| 23 시나노오마치 마쓰모토 방면 | ■ 오이토 선               | 시나노키자키 21 미나미오타리 · 이토이가와 방면 |